# Volkswagen Tiguan
El Volkswagen Tiguan es un automóvil todoterreno de lujo del segmento C de cinco plazas producido por el fabricante alemán Volkswagen desde el año 2007. Tiene carrocería de cinco puertas y motor delantero transversal, disponible con tracción delantera o tracción a las cuatro ruedas conectable automáticamente 4motion.
Su nombre, originalmente propuesto como T1 (T-One) por el hijo de uno de los directivos durante un "Take your child to work day", fue interpretado de manera equívoca por un pasante hispano hablante que tomaba nota de los nombres sugeridos, lo que resultó en la palabra "Tiguan" que es la pronunciación literal en su idioma natal. Otra versión dice que es una combinación de las palabras "tigre" e "iguana", fue elegido por votación popular a través de la revista y portal de internet alemanas Auto Bild. Los otros nombres propuestos por Volkswagen para la votación fueron Namib, Rockton, Samun y Nancy. 
A mediados de enero de 2019, el Tiguan número cinco millones salió de la cadena de montaje en la planta de Wolfsburgo. La segunda generación presentada en 2016 y la ampliación de la gama con la versión Allspace (2017) generaron un impulso positivo para las ventas del modelo: más de 700 000 unidades fueron vendidas en 2017, y 2018 fue el año más exitoso hasta la fecha de la familia Tiguan, con cerca de 800 000 vehículos entregados sólo ese año.
Actualmente, el Tiguan y el Tiguan Allspace se producen en cuatro países (China, Alemania, México y Rusia) y se ofertan en los mercados más importantes del mundo.

## Primera generación (2007-2016)
El Tiguan de primera generación comparte su plataforma con numerosos modelos del segmento C del Grupo Volkswagen, como el Audi A3 II, el Škoda Octavia II, el SEAT Altea y el Volkswagen Golf V. Muchos elementos del habitáculo son idénticos a los del Volkswagen Golf Plus, que es un monovolumen. El prototipo del Tiguan fue mostrado en el Salón del Automóvil de Los Ángeles de 2006, y el modelo de producción fue mostrado por primera vez en el Salón del Automóvil de Frankfurt de 2007. En 2011 le llegaría el rediseño al modelo. 

### Versiones y mercado
En enero del año 2010, Volkswagen de México ofreció una versión especial de la Volkswagen Tiguan denominada Red Rock edition, disponible solamente en 100 unidades y en color "Red Rock Metálico", que en realidad es una tonalidad de naranja, su principal novedad fue ofrecer por primera vez en este modelo el sistema de navegación Volkswagen que permite consultar mapas de orientación gracias a su procesador de altas prestaciones con 750MIPS (millones de instrucciones por segundo), así como un equipamiento específico para esta versión.
El Volkswagen Tiguan también es ofrecido en el mercado chino con un cambio de aspecto en la parte frontal por SAIC Volkswagen, una empresa conjunta que incluye la compañía de autos de China; Shanghai Automotive Industry y el Grupo Volkswagen, creando SAIC Volkswagen, abreviado SAIC Group. En el mismo país también fue reportado el accidente que sufrió el Gerente General de Volkswagen Shangai, Jiu Lian y tres acompañantes más. Se registró que Lian estuvo viajando aproximadamente a 220 km/h en una ruta con una máxima permitida 120 km/h cuando el Tiguan en el que viajaba colisionó contra un camión, quedando en llamas.

### Motorizaciones
Su caja de cambios de seis relaciones puede ser manual o automática con convertidor de par, esta última llamada comercialmente "Tiptronic". Los motores del Tiguan son todos de cuatro cilindros en línea, y tienen inyección directa, turbocompresor, intercooler y cuatro válvulas por cilindro. Los gasolina son un 1.4 litros con compresor volumétrico de 150 CV de potencia máxima, y un 2.0 litros de 170 o 200 CV. El diésel es un 2.0 litros con turbocompresor de geometría variable de 140 o 170 CV; por primera vez, un modelo diésel de la marca tiene common-rail en lugar de inyector-bomba. La marca declara una velocidad máxima limitada de 210 km/h para la versión 2.0L a gasolina, declarando además una aceleración de 0 a 100 km/h en 7.9 segundos. Algunos de estos motores serán puestos a la venta a lo largo del año 2008.
Ciertos modelos diésel forman parte del Escándalo de las emisiones de Volkswagen. Sus emisiones son mayores que las oficialmente documentadas y puede incurrir en impuestos medioambientales superiores en determinados países.
| Periodo                        | 2010-2015                        | 2015-2016                        | 2007-2011                                         | 2011-2015                                         | 2015-2016                                         | 2008-2011                                         | 2011-2015                                         | 2008-2011                                         | 2011-2015                                         |
| Identificación del motor       | CAXA                             | CZDB                             | BWK/CAVA                                          | CAVD                                              | CZDA                                              | CAWA                                              | CCZD                                              | CAWA/CCZA                                         | CCZB                                              |
| Tipo de motor                  | L4 16v, inyección directa, turbo | L4 16v, inyección directa, turbo | L4 16v, inyección directa, turbo, compresor       | L4 16v, inyección directa, turbo, compresor       | L4 16v, inyección directa, turbo                  | L4 16v, inyección directa, turbo                  | L4 16v, inyección directa, turbo                  | L4 16v, inyección directa, turbo                  | L4 16v, inyección directa, turbo                  |
| Diámetro x carrera             | 76.5 mm x 75.6 mm                | 74.5 mm x 80.0 mm                | 76.5 mm x 75.6 mm                                 | 76.5 mm x 75.6 mm                                 | 74.5 mm x 80.0 mm                                 | 82.5 mm x 92.8 mm                                 | 82.5 mm x 92.8 mm                                 | 82.5 mm x 92.8 mm                                 | 82.5 mm x 92.8 mm                                 |
| Cilindrada                     | 1390 cm³                         | 1395 cm³                         | 1390 cm³                                          | 1390 cm³                                          | 1395 cm³                                          | 1984 cm³                                          | 1984 cm³                                          | 1984 cm³                                          | 1984 cm³                                          |
| Relación de compresión         | 10.0: 1                          | 10.5: 1                          | 10.0: 1                                           | 10.0: 1                                           | 10.5: 1                                           | 10.5: 1                                           | 9.8: 1                                            | 10.5: 1                                           | 9.6: 1                                            |
| Potencia máxima: CV (kW) @ rpm | 122 CV (90 kW) @ 5000            | 125 CV (92 kW) @ 5000-6000       | 150 CV (110 kW) @ 5800                            | 160 CV (118 kW) @ 5800                            | 150 CV (110 kW) @ 5000-6000                       | 170 CV (125 kW) @ 4300-6000                       | 180 CV (132 kW) @ 4500-6200                       | 200 CV (147 kW) @ 5100                            | 211 CV (155 kW) @ 5300-6300                       |
| Par máximo: Nm @ rpm           | 200 Nm @ 1500-4000               | 220 Nm @ 1500-3500               | 240 Nm @ 1750-4000                                | 240 Nm @ 1500-4500                                | 250 Nm @ 1500-3500                                | 280 Nm @ 1700-5000                                | 280 Nm @ 1700-4500                                | 280 Nm @ 1700-5000                                | 280 Nm @ 1700-5300                                |
| Tracción                       | Delantera                        | Delantera                        | Delantera / Total (4Motion)                       | Delantera / Total (4Motion)                       | Delantera                                         | Total (4Motion)                                   | Total (4Motion)                                   | Total (4Motion)                                   | Total (4Motion)                                   |
| Transmisión                    | Manual, 6 velocidades            | Manual, 6 velocidades            | Manual, 6 velocidades / Automática, 6 velocidades | Manual, 6 velocidades / Automática, 7 velocidades | Manual, 6 velocidades / Automática, 6 velocidades | Manual, 6 velocidades / Automática, 7 velocidades | Manual, 6 velocidades / Automática, 7 velocidades | Manual, 6 velocidades / Automática, 7 velocidades | Manual, 6 velocidades / Automática, 7 velocidades |
| Peso                           | 1501-1512 kg                     | 1491 kg                          | 1510-1621 kg                                      | 1522-1931 kg                                      | 1499-1505 kg                                      | 1637-1667 kg                                      | 1637-1659 kg                                      | 1653-1684 kg                                      | 1673-1689 kg                                      |
| Aceleración (0-100 km/h)       | 10.9 s                           | 10.6 s                           | 9.3-9.6 s                                         | 8.9-9.2 s                                         | 9.3 s                                             | 8.1-9.9 s                                         | 7.9-9.6 s                                         | 7.4-8.5 s                                         | 7.3-7.8 s                                         |
| Velocidad máxima               | 184-185 km/h                     | 186 km/h                         | 198-203 km/h                                      | 192-197 km/h                                      | 198-196 km/h                                      | 197-201 km/h                                      | 201-204 km/h                                      | 207-210 km/h                                      | 213-215 km/h                                      |
| Consumo combinado (L/100 km/h) | 6.5                              | 6.4                              | 6.7-8.4                                           | 6.7-7.6                                           | 6.4-6.7                                           | 8.5-9.9                                           | 8.5-8.7                                           | 8.5-9.9                                           | 8.5-8.6                                           |

| Periodo                        | 2010-2016                                                              | 2007-2015                                                              | 2015-2016                                                              | 2008-2012                                                              | 2012-2015                                                              | 2015-2016                                                              |
| Identificación del motor       | CFFD                                                                   | CBAB/CFFB                                                              | CUVC                                                                   | CBBB                                                                   | CFGC                                                                   | CUWA                                                                   |
| Tipo de motor                  | L4 16v, inyección directa, common-rail, turbo, intercooler, filtro DPF | L4 16v, inyección directa, common-rail, turbo, intercooler, filtro DPF | L4 16v, inyección directa, common-rail, turbo, intercooler, filtro DPF | L4 16v, inyección directa, common-rail, turbo, intercooler, filtro DPF | L4 16v, inyección directa, common-rail, turbo, intercooler, filtro DPF | L4 16v, inyección directa, common-rail, turbo, intercooler, filtro DPF |
| Diámetro x carrera             | 81.0 mm x 95.5 mm                                                      | 81.0 mm x 95.5 mm                                                      | 81.0 mm x 95.5 mm                                                      | 81.0 mm x 95.5 mm                                                      | 81.0 mm x 95.5 mm                                                      | 81.0 mm x 95.5 mm                                                      |
| Cilindrada                     | 1968 cm³                                                               | 1968 cm³                                                               | 1968 cm³                                                               | 1968 cm³                                                               | 1968 cm³                                                               | 1968 cm³                                                               |
| Relación de compresión         | 16.0: 1                                                                | 16.0: 1                                                                | 16.0: 1                                                                | 16.0: 1                                                                | 16.0: 1                                                                | 16.0: 1                                                                |
| Potencia máxima: CV (kW) @ rpm | 110 CV (81 kW) @ 2750-4200                                             | 140 CV (103 kW) @ 4200                                                 | 150 CV (110 kW) @ 3500-4000                                            | 170 CV (125 kW) @ 4200                                                 | 177 CV (130 kW) @ 4200                                                 | 184 CV (135 kW) @ 3500-4000                                            |
| Par máximo: Nm @ rpm           | 280 Nm @ 1750-2750                                                     | 320 Nm @ 1750-2500                                                     | 340 Nm @ 1750-3000                                                     | 350 Nm @ 1750-2500                                                     | 380 Nm @ 1750-2500                                                     | 380 Nm @ 1750-3250                                                     |
| Tracción                       | Delantera                                                              | Delantera / Total (4Motion)                                            | Delantera / Total (4Motion)                                            | Total (4Motion)                                                        | Total (4Motion)                                                        | Total (4Motion)                                                        |
| Transmisión                    | Manual, 6 velocidades                                                  | Manual, 6 velocidades / Automática, 7 velocidades                      | Manual, 6 velocidades / Automática, 7 velocidades                      | Manual, 6 velocidades                                                  | Manual, 6 velocidades / Automática, 7 velocidades                      | Automática, 7 velocidades                                              |
| Peso                           | 1540-1543 kg                                                           | 1597-1711 kg                                                           | 1535-1711 kg                                                           | 1681-1695 kg                                                           | 1678-1694 kg                                                           | 1727 kg                                                                |
| Aceleración 0–100 km/h         | 11.9 s                                                                 | 10.2-10.7 s                                                            | 9.8 s                                                                  | 8.9 s                                                                  | 8.5 s                                                                  | 8.3 s                                                                  |
| Velocidad máxima               | 174-175 km/h                                                           | 182-193 km/h                                                           | 191-198 km/h                                                           | 201 km/h                                                               | 200-202 km/h                                                           | 204 km/h                                                               |
| Consumo combinado (L/100 km/h) | 5.3                                                                    | 5.3-7.5                                                                | 5.0-5.7                                                                | 6.0-7.0                                                                | 5.8-6.0                                                                | 5.7                                                                    |

### Galería
|                    |
| VW Tiguan Concept. |

|                     |
| VW Tiguan interior. |

|                             |
| VW Tiguan rediseño de 2011. |

|                     |
| Trasera rediseñada. |

## Segunda generación (2016-2024)
La segunda generación del Volkswagen Tiguan se presentó al público en el Salón del Automóvil de Fráncfort de 2016. Utiliza la plataforma MQB, compartida con el Audi Q3 de segunda generación, así como los todoterrenos SEAT Ateca y Škoda Kodiaq.
El modelo cuenta con versiones de batalla corta (2600 km) y batalla larga (esta última del segmento D). La versión de batalla larga se denomina Tiguan Allspace en los mercados donde la Tiguan se vende en ambas variantes de longitud y se ofrece con cinco o siete plazas, mientras que la versión corta mantiene las cinco plazas de la primera generación. Se fabrica en Wolfsburgo y Puebla principalmente. La Tiguan de batalla corta está disponible en Europa, mientras que la variante de batalla larga se vende en Europa, América del Norte, China y otros mercados. Para América del Norte, un motor a gasolina de cuatro cilindros turbocargado de 2.0 litros está acoplado a una transmisión automática de ocho velocidades. 
En la prueba de choque de la Euro NCAP el Tiguan II alcanzó cinco de cinco estrellas posibles.

### Tiguan Allspace

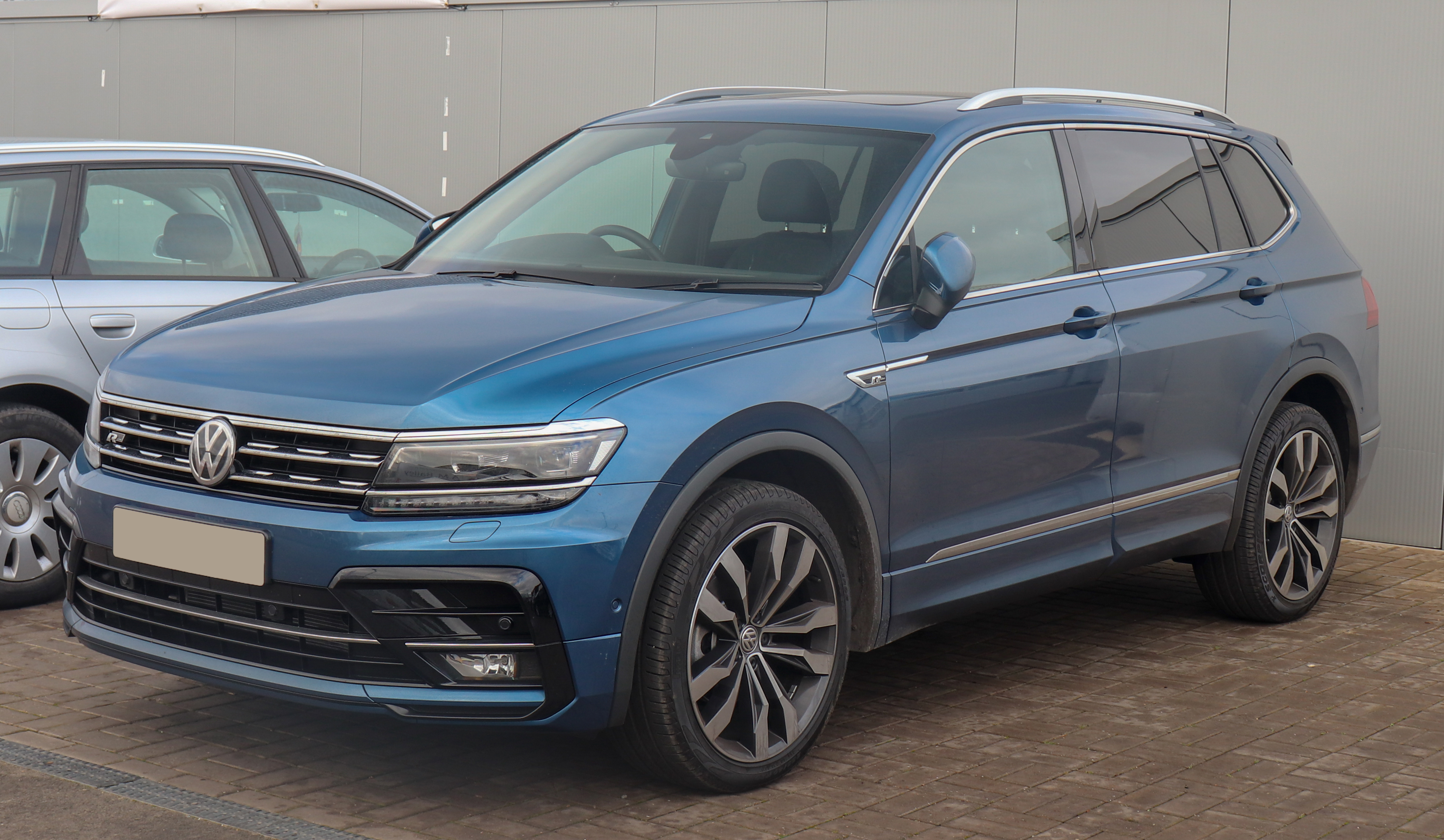
Volkswagen Tiguan Allspace R-Line

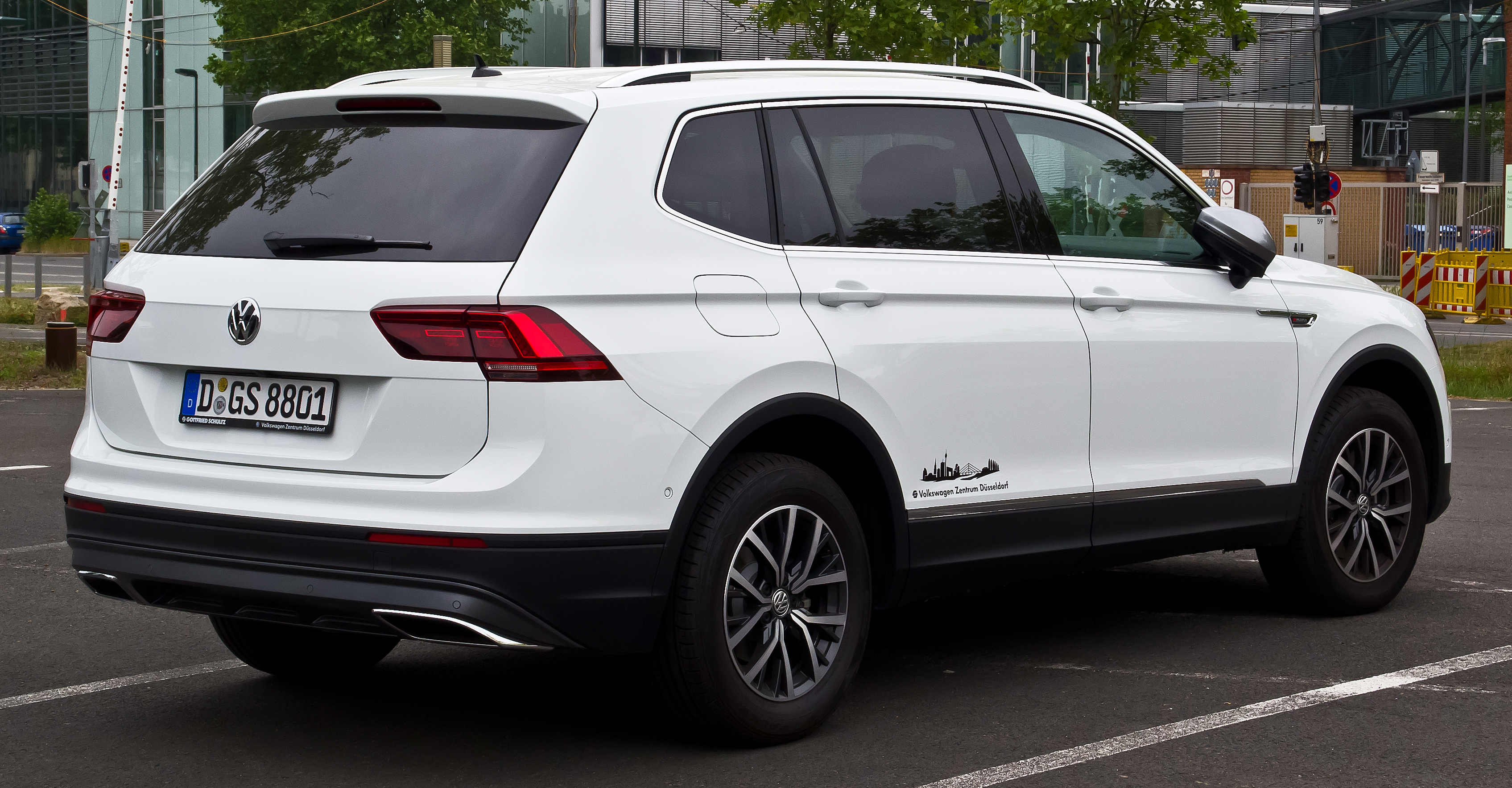
Volkswagen Tiguan Allspace Comfortline

Mientras que con el Tiguan I solo existía una versión de batalla larga para el mercado en China, ahora también hay una versión larga del Tiguan II para el mercado en Europa y América del Norte denominada Tiguan Allspace. Este Tiguan mide 4.70 m de largo y puede pedirse opcionalmente con siete plazas. El Tiguan Allspace es la única versión disponible del Tiguan en América del Norte y se produce en la fábrica de Puebla en México.
Se presentó por primera vez en el North American International Auto Show en Detroit en enero de 2017, la versión para Europa en el Salón del Automóvil de Ginebra en marzo de 2017. La versión larga Tiguan L se fabrica para el mercado chino por Shanghai Volkswagen y está disponible desde el 18 de enero de 2017. La introducción al mercado en América del Norte fue en verano de 2017, le siguió el mercado europeo en septiembre de 2017.
La propulsión del Tiguan Allspace está a cargo de motores a gasolina y a diesel de hasta 110 kW (150 PS).
En China se fabrica la versión larga del Tiguan desde noviembre de 2018 también como híbrida enchufable. La propulsión es la misma que la del Golf GTE. El sistema de potencia entrega 155 kW (211 PS). El fabricante revela una velocidad máxima de 200 km/h, y alcanza los 100 km/h en 8.1 segundos. La autonomía eléctrica alcanza para unos 52 km.

#### Producción
La producción del Tiguan Allspace se realiza en la planta de Volkswagen en Puebla donde en 2018 se convirtió en el cuarto vehículo más producido en México, con 196,267 unidades fabricadas durante ese periodo.
En el año 2019, el Tiguan fabricado en México se convirtió en el vehículo más fabricado del país durante ese año con 221 731 unidades.

#### Seguridad
En septiembre de 2019 (protocolo obsoleto), Latin NCAP publicó los resultados de su prueba de un Tiguan Allspace, equipada con 6 bolsas de aire como estándar y que logró una calificación de 5 estrellas en protección para adultos y 5 estrellas en protección para niños, con lo que recibió el distintivo Latin NCAP Advanced Award, destinado únicamente a los modelos con mejor protección para peatones y Asistente de Frenado de Emergencia.
En las pruebas de choque frontal y lateral, la estructura del vehículo se mostró estable y los sistemas de colapso para la columna de dirección actuaron correctamente, haciendo que la protección para pasajeros sea buena con buena protección de pecho, cabeza y piernas para el conductor y pasajero, además que la protección para niños es excelente, con los 2 anclajes ISOFIX mirando hacia atrás brindando buena protección.
Al contar con airbags de cortina, este vehículo también fue sometido a la prueba de impacto de poste, donde tanto las bolsas de cuerpo como las de cabeza brindaron buena protección al pasajero, además la estructura permitió poca penetración del impacto al habitáculo, lo que aseguró una mejor protección de todos en el interior.
Para finalizar tocaron las pruebas de protección a peatones, donde la estructura brindó buena protección en caso de atropello. De igual forma, las pruebas de estabilidad en la pista las pasó satisfactoriamente cumpliendo con la norma, aunque el desempeño sí tuvo algunos problemas. Así mismo en la prueba de frenado automático de emergencia logró tener una calificación excelente.

### Motorizaciones
|                                | Motores de gasolina                           | Motores de gasolina                               | Motores de gasolina                               | Motores de gasolina                           | Motores de gasolina                           | Motores diésel                                             | Motores diésel                                             | Motores diésel                                             | Motores diésel                                             | Motores diésel                                             |
|                                | 1.4 TSI                                       | 1.4 TSI                                           | 1.4 TSI                                           | 2.0 TSI                                       | 2.0 TSI                                       | 2.0 TDI                                                    | 2.0 TDI                                                    | 2.0 TDI                                                    | 2.0 TDI                                                    | 2.0 TDI                                                    |
| ------------------------------ | --------------------------------------------- | ------------------------------------------------- | ------------------------------------------------- | --------------------------------------------- | --------------------------------------------- | ---------------------------------------------------------- | ---------------------------------------------------------- | ---------------------------------------------------------- | ---------------------------------------------------------- | ---------------------------------------------------------- |
| Periodo                        | 2016-2024                                     | 2016-2024                                         | 2016-2024                                         | 2016-2024                                     | 2016-2024                                     | 2016-2024                                                  | 2016-2024                                                  | 2016-2024                                                  | 2016-2024                                                  | 2016-2024                                                  |
| Identificación del motor       | CZCA                                          | CZDA                                              | CZEA                                              | CZPA                                          | CHHB                                          | DFGC                                                       | DFGA                                                       | DFGA                                                       | DFHA                                                       | CUAA                                                       |
| Tipo de motor                  | L4 16v, inyección directa, turbo, intercooler | L4 16v, inyección directa, turbo, intercooler     | L4 16v, inyección directa, turbo, intercooler     | L4 16v, inyección directa, turbo, intercooler | L4 16v, inyección directa, turbo, intercooler | L4 16v, inyección directa, common-rail, turbo, intercooler | L4 16v, inyección directa, common-rail, turbo, intercooler | L4 16v, inyección directa, common-rail, turbo, intercooler | L4 16v, inyección directa, common-rail, turbo, intercooler | L4 16v, inyección directa, common-rail, turbo, intercooler |
| Diámetro x carrera             | 74.5 mm × 80.0 mm                             | 74.5 mm × 80.0 mm                                 | 74.5 mm × 80.0 mm                                 | 82.5 mm × 92.8 mm                             | 82.5 mm × 92.8 mm                             | 81.0 mm × 95.5 mm                                          | 81.0 mm × 95.5 mm                                          | 81.0 mm × 95.5 mm                                          | 81.0 mm × 95.5 mm                                          | 81.0 mm × 95.5 mm                                          |
| Cilindrada                     | 1395 cm³                                      | 1395 cm³                                          | 1395 cm³                                          | 1984 cm³                                      | 1984 cm³                                      | 1968 cm³                                                   | 1968 cm³                                                   | 1968 cm³                                                   | 1968 cm³                                                   | 1968 cm³                                                   |
| Relación de compresión         | 10.5: 1                                       | 10.5: 1                                           | 10.5: 1                                           | 9.6: 1                                        | 9.6: 1                                        | 16.5: 1                                                    | 16.5: 1                                                    | 16.5: 1                                                    | 16.5: 1                                                    | 16.5: 1                                                    |
| Potencia máxima: CV (kW) @ rpm | 125 CV (92 kW) @ 5000-6000                    | 150 CV (110 kW) @ 5000-6000                       | 150 CV (110 kW) @ 5000-6000                       | 180 CV (132 kW) @ 3940-6000                   | 220 CV (162 kW) @ 4500-6200                   | 115 CV (85 kW) @ 2750-4500                                 | 150 CV (110 kW) @ 3500-4000                                | 150 CV (110 kW) @ 3500-4000                                | 190 CV (140 kW) @ 3500-4000                                | 240 CV (176 kW) @ 4000                                     |
| Par máximo: Nm @ rpm           | 200 Nm @ 1400-4000                            | 250 Nm @ 1500-3500                                | 250 Nm @ 1500-3500                                | 320 Nm @ 1500-3940                            | 350 Nm @ 1700-5600                            | 320 Nm @ 1700-2500                                         | 340 Nm @ 1750-3000                                         | 340 Nm @ 1750-3000                                         | 400 Nm @ 1900-3300                                         | 500 Nm @ 1750-2500                                         |
| Tracción                       | Delantera                                     | Delantera                                         | Total (4Motion)                                   | Total (4Motion)                               | Total (4Motion)                               | Delantera                                                  | Delantera                                                  | Total (4Motion)                                            | Total (4Motion)                                            | Total (4Motion)                                            |
| Transmisión                    | Manual, 6 velocidades                         | Manual, 6 velocidades / Automática, 7 velocidades | Manual, 6 velocidades / Automática, 7 velocidades | Automática, 7 velocidades                     | Automática, 7 velocidades                     | Manual, 6 velocidades                                      | Manual, 6 velocidades / Automática, 7 velocidades          | Automática, 7 velocidades                                  | Automática, 7 velocidades                                  | Automática, 7 velocidades                                  |
| Peso                           | 1490-1711 kg                                  | 1490-1724 kg                                      | 1570-1788 kg                                      | 1645-1862 kg                                  | 1669-1876 kg                                  | 1568-1785 kg                                               | 1568-1830 kg                                               | 1641-1927 kg                                               | 1723-1939 kg                                               | 1795-1980 kg                                               |
| Aceleración (0-100 km/h)       | 10.5 s                                        | 9.2 s                                             | 9.2 s                                             | 7.7 s                                         | 6.3-6.5 s                                     | 10.9 s                                                     | 9.3 s                                                      | 9.3 s                                                      | 7.9 s                                                      | 6.2-6.5 s                                                  |
| Velocidad máxima               | 190 km/h                                      | 200-202 km/h                                      | 200 km/h                                          | 208-210 km/h                                  | 225 km/h                                      | 185 km/h                                                   | 202-204 km/h                                               | 200 km/h                                                   | 212 km/h                                                   | 228-230 km/h                                               |
| Consumo combinado (L/100 km)   | 6.1                                           | 5.8-6.1                                           | 6.9-7.1                                           | 7.3-7.4                                       | 7.7-7.8                                       | 4.7-4.8                                                    | 4.7-4.9                                                    | 5.4-5.7                                                    | 5.7                                                        | 6.4                                                        |
| Normativa anticontaminación    | Euro 6                                        | Euro 6                                            | Euro 6                                            | Euro 6                                        | Euro 6                                        | Euro 6                                                     | Euro 6                                                     | Euro 6                                                     | Euro 6                                                     | Euro 6                                                     |

## Tercera generación (2024-presente)
El 14 de junio de 2023, Volkswagen presentó un prototipo del Tiguan de tercera generación, que se lanzó oficialmente en 2024. La versión de producción se presentó oficialmente el 19 de septiembre de 2023.